# エクレム・イマモール
エクレム・イマモール（トルコ語: Ekrem İmamoğlu, 1970年6月4日 - ）は、トルコの政治家、実業家。エクレム・イマムオールとも表記される。2019年からイスタンブール市長を務めているが、2025年に職務を停止された。共和人民党の次回大統領選挙候補である。

## 生い立ち
1970年6月4日、トラブゾン県アクチャアバトで生まれる。トラブゾン高校卒業後は土木工学を学ぶため北キプロスへ渡り、ギルネアメリカン大学に入学した。一家は1987年にイスタンブールへ転居し、イマモールも1990年にイスタンブール大学へと転学、1994年に卒業した。イスタンブール大学では学士号（経営管理論）と修士号（人事労務管理）を取得している。中道右派の祖国党の地方幹部だった父親の影響で同党で活動していた時期があったが、大学時代に社会民主主義に感化される。1995年、ディレク・イマモールと結婚し、3人の子供をもうけている。
1992年に建設・不動産業を営む家族経営の会社に就職し、経営に携わったほか、2002年から2003年にかけて総合スポーツクラブのトラブゾンスポルの役員を務めた。政界入り前はキョフテ専門店も運営していた。

## 政界入り
2008年、共和人民党に入党し、2009年9月16日にベイリクドゥズの党支部長に選ばれる。2012年3月18日に再選されたが、ベイリクドゥズ区長選挙出馬のため2013年7月15日に辞任。2014年3月30日、地方選挙が行われ、イマモールは得票率50.83%でユスフ・ウズン (Yusuf Uzun)（現職、公正発展党）を破り当選した。
2017年9月22日、イスタンブールのカディル・トプバシュ市長が辞意を表明し、これを受けて共和人民党はイマモールを後任の市長候補に擁立した。市議会で後任を決める投票が都合3回行われ、公正発展党のメブリュト・ウイサル候補が179対125でイマモールを破った。

## イスタンブール市長

### 2019年の市長選挙

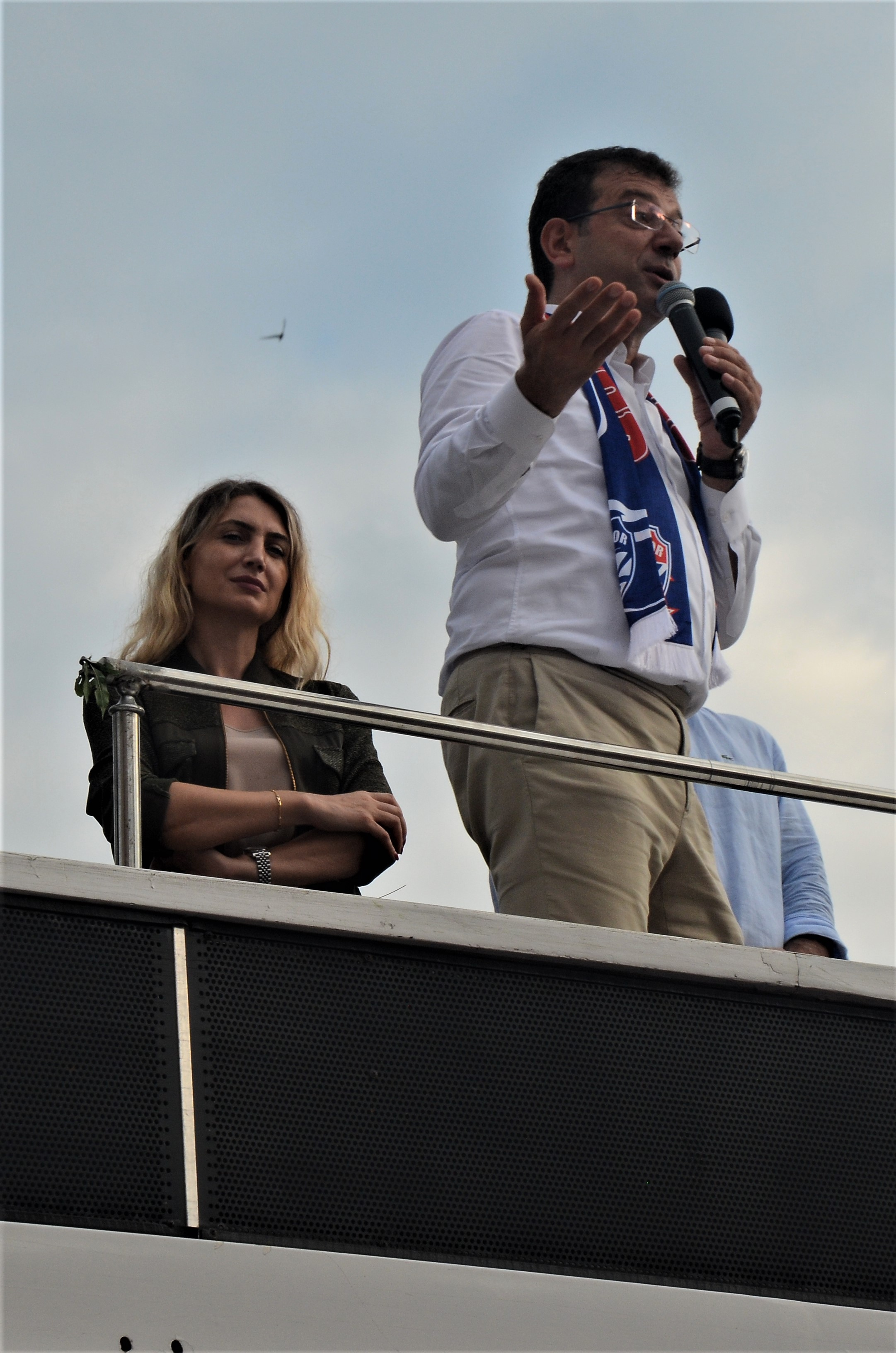
2019年6月のイスタンブール市長選挙に向けて運動中のイマモールとディレク、シリヴリにて。

2018年12月18日、共和人民党は次のイスタンブール市長選挙の候補として再びイマモールを擁立した。共和人民党と野党連合を組んでいる善良党のほか、人民民主党は候補者を擁立せず、イマモールの支持拡大に繋がった。
2019年3月31日、イスタンブール市長選挙が行われ、イマモールは与党公正発展党のビナリ・ユルドゥルム候補を約2万5000票差で破った。公正発展党は4月2日に再集計を求め、これは受理されたが、票差は1万4000票に縮まったものの結果は変わらなかった。公正発展党は4月16日に選挙無効化を訴え、選挙委員会は5月6日に訴えを認め、6月23日に再選挙が行われることになった。イマモールは4月17日に市長に就任し、翌日職務を開始、水道料金の値下げや学生を対象とした市営バスの運賃値下げを実現したが、まもなく職務権限を剥奪された。再選挙決定を受け、内務省は5月7日にアリ・イェルリカヤを市長代理に任命した。
2019年6月23日、再選挙が行われ、イマモールは前回よりも得票差を広げて54.2%の得票率（約80万票差）で当選した。ユルドゥルムは敗北を認め、エルドアン大統領も選挙結果を認めた。イマモールは6月27日に市長に就任した。

### 市政

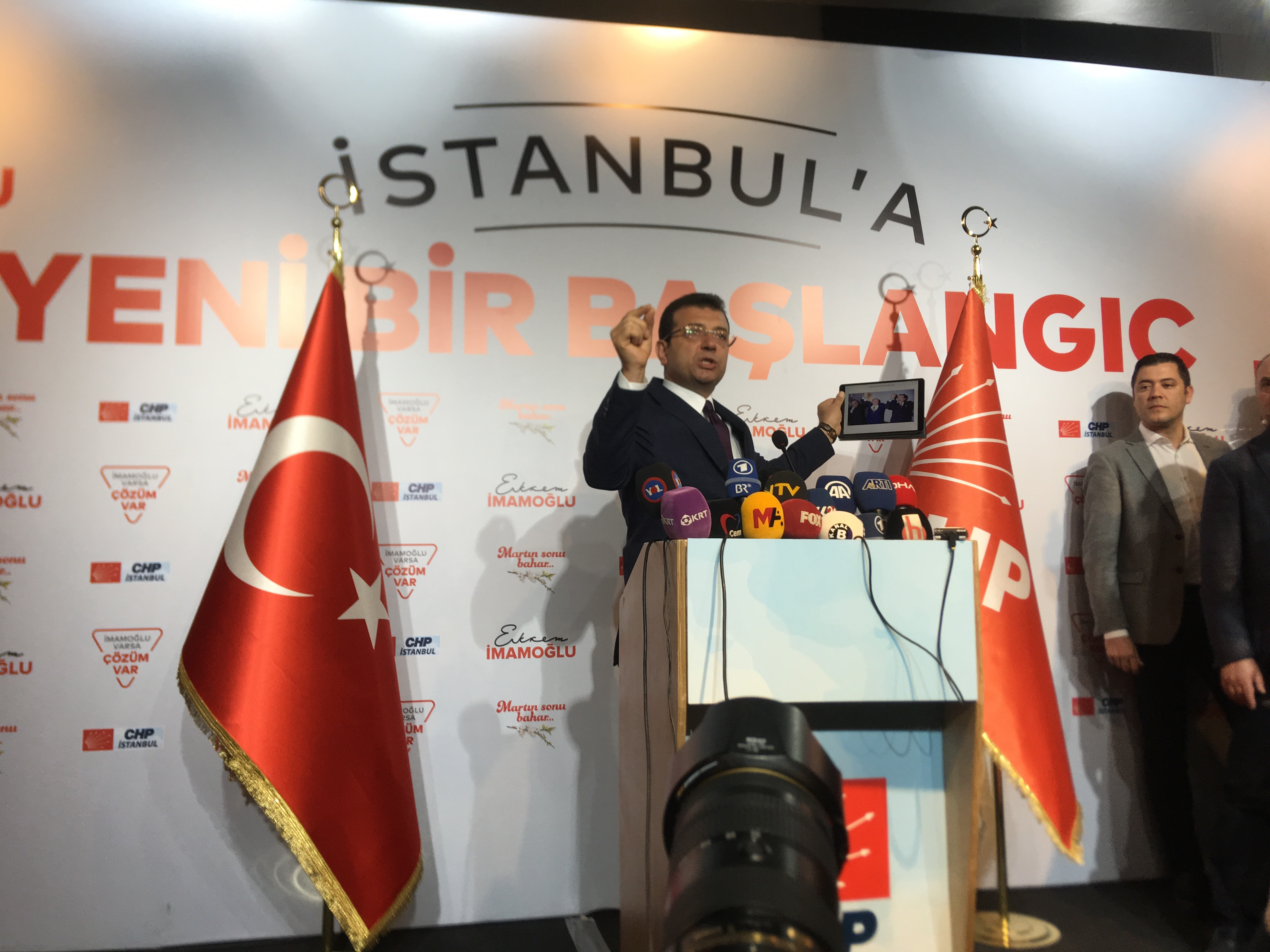
演説中のイマモール、2019年

大学生向けに奨学金制度の創設や学生寮の建設を進めたほか、保育施設の増設、4歳以下の子供の母親を対象とする公共交通機関無償化、酪農家への支援ならびに子供への牛乳提供、地下鉄の新設や延伸、安価な市民食堂の開設を実行してきた。新型コロナウイルス感染症への対応では、困窮世帯を金銭的に支援するオンラインシステムの構築、3人以上の子供を抱える家庭に対する日用品の無償提供といった支援策を講じた。
環境分野ではプリンスィズ諸島におけるフェートン（馬車）から電気自動車への置換、前市長時代を踏襲した金角湾の浄化事業を行い、黒海とマルマラ海を結ぶトルコ政府のイスタンブール運河構想に対しては環境問題を理由に反対意見を表明した。

### 裁判
2022年12月14日、市長選挙時に選挙委員を「愚か者」と侮辱した罪で2年7か月半の禁固刑と政治活動禁止の判決を受けるが、イマモールは控訴し、刑の執行は停止された。この動きはエルドアン政権による政敵一掃の試みとみなされ、イスタンブール市庁舎前では抗議集会が行われたほか、国際的に非難された。イマモールは以降も法的問題を抱えるようになり、2023年6月にベイリクドゥズ区長時代の談合事件をめぐり審理が行われたほか、2025年2月には検察官を批判したとして懲役7年が求刑された。同年7月16日に懲役1年8月の判決を言い渡された。

### 2023年トルコ大統領選挙

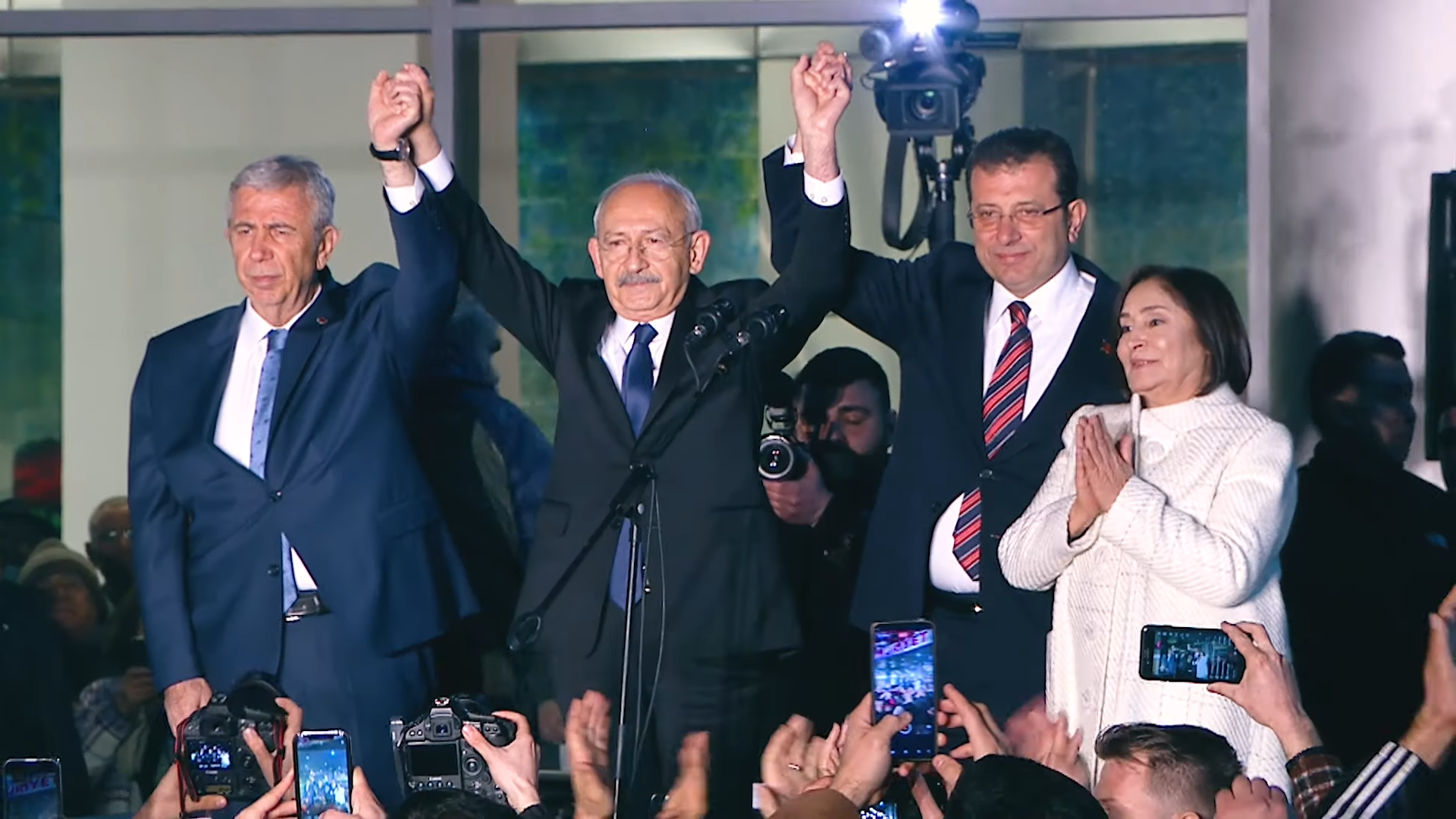
イマモールとマンスール・ヤヴァシュを副大統領候補に擁立することを発表するケマル・クルチダルオール

2023年トルコ大統領選挙に向けて、共和人民党党首のケマル・クルチダルオールが出馬を表明した。共和人民党ら野党6党は連携強化を模索し、この過程で善良党はイマモールとマンスール・ヤヴァシュに大統領選挙出馬を呼びかけていたが、2人ともクルチダルオール支持を表明し、クルチダルオールが統一候補となった。副大統領候補としてイマモール、ヤヴァシュ、国民同盟の政党5党の党首が擁立された。結果はエルドアン当選となり、イマモールは選挙後に行った記者会見で共和人民党の刷新を求めた。

### 2024年の市長選挙
2023年8月、イマモールは翌年の市長選挙への出馬を表明し、立候補受付が締め切られた2024年2月時点で公正発展党のムラト・クルム候補と事実上一騎打ちになると見られた。初期の選挙戦ではイマモールとクルムの支持率に大差はなかったが、イマモールは選挙演説で市政の実績を訴えたのに対し、クルムは選挙活動に不慣れで失言を重ね、エルドアンや閣僚らの応援演説にもかかわらず支持が離れていった。結果としてイマモールは得票率51.1%と、クルムと10%以上の差をつけて当選し、アンカラ市長選挙で当選したヤヴァシュとともに2028年の大統領選挙の有力候補と目された。

### 逮捕

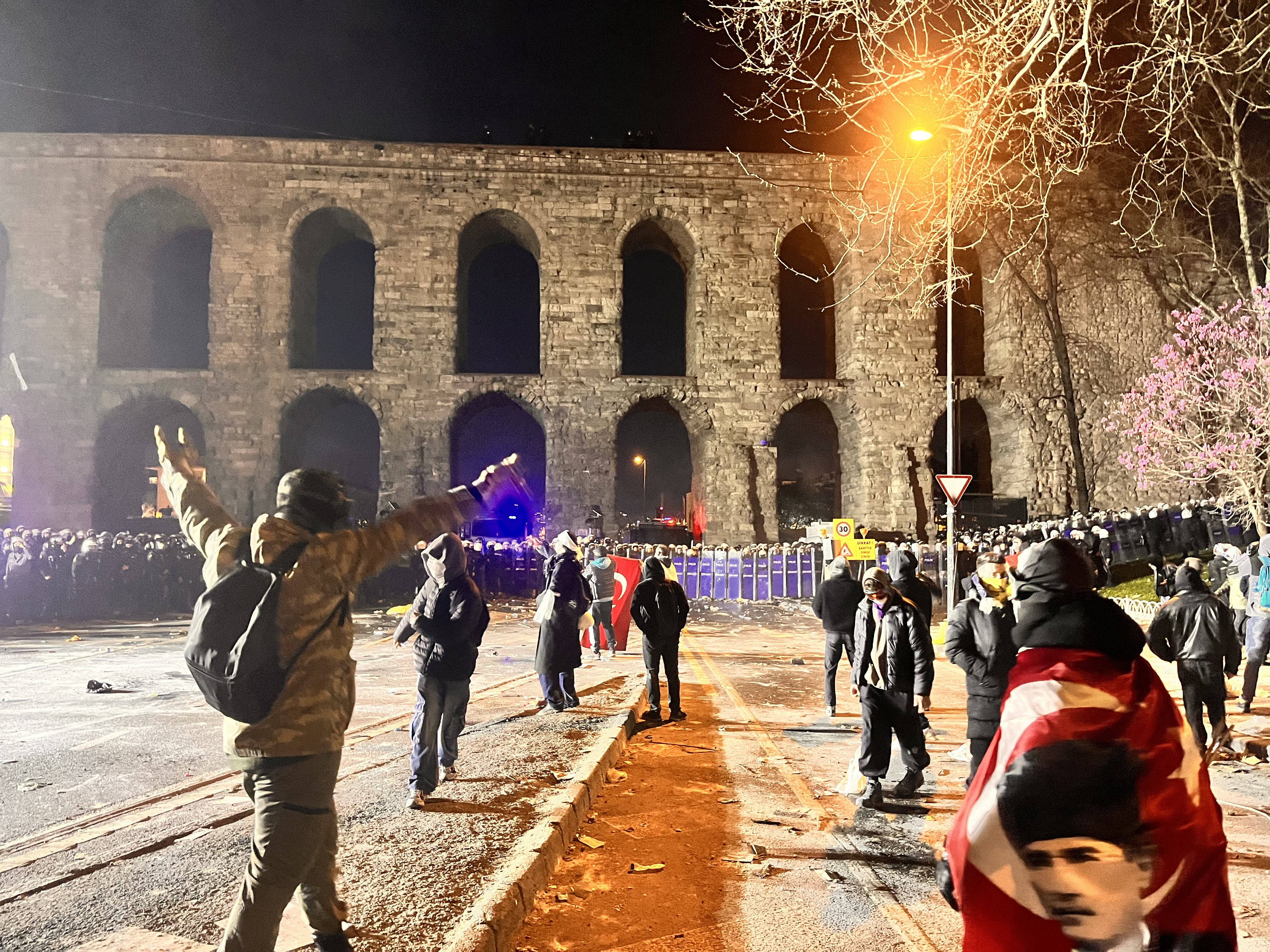
2025年3月21日、サラチャネで行われた抗議デモ

2025年3月19日、トルコ当局は汚職などの疑いでイマモールら100人以上を拘束した。イマモールにはテロ組織とされるクルディスタン労働者党を支援した疑いもかけられた。テロに関連する逮捕請求は退けられたが、3月23日に収賄や恐喝、不正入札などの罪で起訴され、職務停止処分を受けた。逮捕に先立つ3月18日、イスタンブール大学は不正があったとしてイマモールの学位を無効化し、これによりイマモールは大学の学位を失い大統領選挙出馬資格を失った。
かねてより3月23日の予備選挙で2028年の大統領選挙候補としてイマモールを擁立する予定だった共和人民党は、予定通りイマモールを大統領選挙候補に擁立した。共和人民党は逮捕をクーデターと非難し、抗議運動を呼びかけた。3月19日、複数のソーシャルメディアが遮断されたほか、イスタンブール県は治安維持を理由に3月23日までのデモ禁止を発表した。デモ禁止措置はアンカラなど他都市へも広がり、報道規制も強化された。デモ禁止にもかかわらず、逮捕をきっかけにトルコ全土で抗議デモが行われ、デモは2013年以来の大規模なものとなった。警察は催涙ガスや放水銃で抗議デモの鎮圧にあたり、3月19日以降約2000人が拘束され、うち300人が逮捕された。

## 選挙

### 地方選挙
| 選挙                    | 政党       | 得票数    | %      | 結果 | 地図 |
| ----------------------- | ---------- | --------- | ------ | ---- | ---- |
| 2014年3月ベイリクドゥズ | 共和人民党 | 76,034    | 50.83% | 当選 | N/A  |
| 2019年3月イスタンブール | 共和人民党 | 4,169,765 | 48.77% | 当選 |      |
| 2019年6月イスタンブール | 共和人民党 | 4,742,082 | 54.22% | 当選 |      |
| 2024年3月イスタンブール | 共和人民党 | 4,438,727 | 51.21% | 当選 |      |